# 達姆湖
53°19′58″N 14°20′24″E / 53.33278°N 14.34000°E
達姆湖（德語：Dammsee），是德國的湖泊，位於該國東北部，由梅克倫堡-前波美拉尼亞州負責管轄，處於前波美拉尼亞-格賴夫斯瓦爾德縣附近，面積0.05平方公里，海拔高度23米，最大水深3米。